# Jezioro Siemiańskie
Jezioro Siemiańskie – jezioro w woj. warmińsko-mazurskim, w powiecie iławskim, w gminie Iława, leżące na terenie Równiny Iławskiej.

## Dane morfometryczne
Powierzchnia zwierciadła wody według różnych źródeł wynosi od 22,5 ha do 26,1 ha.
Zwierciadło wody położone jest na wysokości 105,6 m n.p.m. Średnia głębokość jeziora wynosi 8,1 m, natomiast głębokość maksymalna 31,8 m.
W oparciu o badania przeprowadzone w 1996 roku wody jeziora zaliczono do II klasy czystości.

## Hydronimia
Według urzędowego spisu opracowanego przez Komisję Nazw Miejscowości i Obiektów Fizjograficznych (KNMiOF) nazwa tego jeziora to Jezioro Siemiańskie. W różnych publikacjach i na mapach topograficznych jezioro to występuje pod nazwą Urowiec.